# Йоаннетта Крюгер
Йоаннетта Крюгер (нім. Joannette Kruger; нар. 3 вересня 1973, Йоганнесбург)  — колишня професійна південноафриканська тенісистка. 
Найвищу одиночну позицію рейтингу WTA — ранг 21 досягнула 4 травня 1998, парну — ранг 91 — 29 квітня 2002 року.
Завершила кар'єру 2003 року.

## Фінали турнірів WTA

### Одиночний розряд: 4 (2-2)
| Легенда: до 2009            | Легенда: починаючи з 2009 |
| --------------------------- | ------------------------- |
| Турніри Великого шолома (0) |                           |
| WTA Championships (0)       |                           |
| Tier I (0)                  | Premier Mandatory (0)     |
| Tier II (0)                 | Premier 5 (0)             |
| Tier III (1-2)              | Premier (0)               |
| Tier IV & V (1-0)           | International (0)         |

| Результат | Ранг | Дата     | Турнір                                      | Покриття | Опонент         | Рахунок       |
| --------- | ---- | -------- | ------------------------------------------- | -------- | --------------- | ------------- |
| Перемога  | 1.   | Mar 1995 | Сан-Хуан, Пуерто-Рико                       | Тверде   | Наґацука Кьоко  | 7–6(7–5), 6–3 |
| Перемога  | 2.   | Jul 1997 | ECM Prague Open, Чехія                      | Ґрунт    | Маріон Маруска  | 6–1, 6–1      |
| Поразка   | 3.   | Feb 1998 | Оклагома-Сіті, США                          | Тверде   | Вінус Вільямс   | 3–6, 2–6      |
| Поразка   | 4.   | Sep 2001 | Commonwealth Bank Tennis Classic, Індонезія | Тверде   | Анжелік Віджайя | 6–7, 6–7      |

### Парний розряд: 3 (1-2)
| Результат | Ранг | Дата         | Турнір                 | Покриття | Партнерing           | Опоненти                                           | Рахунок       |
| --------- | ---- | ------------ | ---------------------- | -------- | -------------------- | -------------------------------------------------- | ------------- |
| Поразка   | 1.   | травень 1998 | Бол, Хорватія          | Ґрунт    | Мір'яна Лучич-Бароні | Лаура Монтальво Паола Суарес                       | w/o           |
| Перемога  | 2.   | Jul 2001     | Сопот (Польща), Польща | Ґрунт    | Франческа Ск'явоне   | Юлія Бейгельзимер Анастасія Родіонова              | 6–4, 6–0      |
| Поразка   | 3.   | Aug 2001     | Basel, Швейцарія       | Ґрунт    | Марта Марреро        | Марія Хосе Мартінес Санчес Анабель Медіна Гаррігес | 6–7(5–7), 2–6 |

## Фінали ITF
| Турніри $100,000 |
| Турніри $75,000  |
| Турніри $50,000  |
| Турніри $25,000  |
| Турніри $10,000  |

### Одиночний розряд finals: 5 (4–1)
| Результат | Ранг | Дата             | Турнір                   | Покриття | Опонент          | Рахунок  |
| --------- | ---- | ---------------- | ------------------------ | -------- | ---------------- | -------- |
| Поразка   | 1.   | 6 листопада 1989 | Хайфа, Ізраїль           | Тверде   | Яел Сегал        | 0–6, 4–6 |
| Перемога  | 1.   | 14 травня 1990   | Борнмут, Велика Британія | Ґрунт    | Anna Benzon      | 7–6, 6–1 |
| Перемога  | 2.   | 11 травня 1992   | Борнмут, Велика Британія | Тверде   | Амі ван Бюрен    | 6–2, 6–2 |
| Перемога  | 3.   | 14 червня 1992   | Модена, Італія           | Ґрунт    | Александра Фусаї | 6–4, 6–3 |
| Перемога  | 4.   | 5 липня 1992     | Штутгарт, Німеччина      | Ґрунт    | Любомира Бачева  | 6–1, 6–0 |

### Парний розряд: 1 (0–1)
| Результат | Ранг | Дата          | Турнір              | Покриття | Партнер         | Опоненти                        | Рахунок  |
| --------- | ---- | ------------- | ------------------- | -------- | --------------- | ------------------------------- | -------- |
| Поразка   | 1.   | 4 серпня 1992 | Штутгарт, Німеччина | Ґрунт    | Елена Пампулова | Ева Мартінцова Павліна Райзлова | 4–6, 0–6 |